# Кудриче
Кудриче (пол. Kudrycze) — село в Польщі, у гміні Заблудів Білостоцького повіту Підляського воєводства. Населення — 101 особа (2011).
У 1975-1998 роках село належало до Білостоцького воєводства.

## Демографія
Демографічна структура станом на 31 березня 2011 року:
|          | Загалом | Допрацездатний вік | Працездатний вік | Постпрацездатний вік |
| -------- | ------- | ------------------ | ---------------- | -------------------- |
| Чоловіки | 53      | 7                  | 37               | 9                    |
| Жінки    | 48      | 7                  | 29               | 12                   |
| Разом    | 101     | 14                 | 66               | 21                   |